# Ceratestina
Ceratestina es un género incertae saedis de foraminífero bentónico del suborden Allogromiina y del  orden Allogromiida. Su especie tipo es Ceratestina globularis. Su rango cronoestratigráfico abarca desde el Holoceno.

## Clasificación
Ceratestina incluye a las siguientes especies:
- Capsammina globularis
- Capsammina tessellata